# Флор-да-Роза
Флор-да-Роза (порт. Flor da Rosa)  —  район (фрегезия) в Португалии,  входит в округ Порталегре. Является составной частью муниципалитета  Крату. По старому административному делению входил в провинцию Алту-Алентежу. Входит в экономико-статистический  субрегион Алту-Алентежу, который входит в Алентежу. Население составляет 328 человек на 2001 год. Занимает площадь 10.4 км².

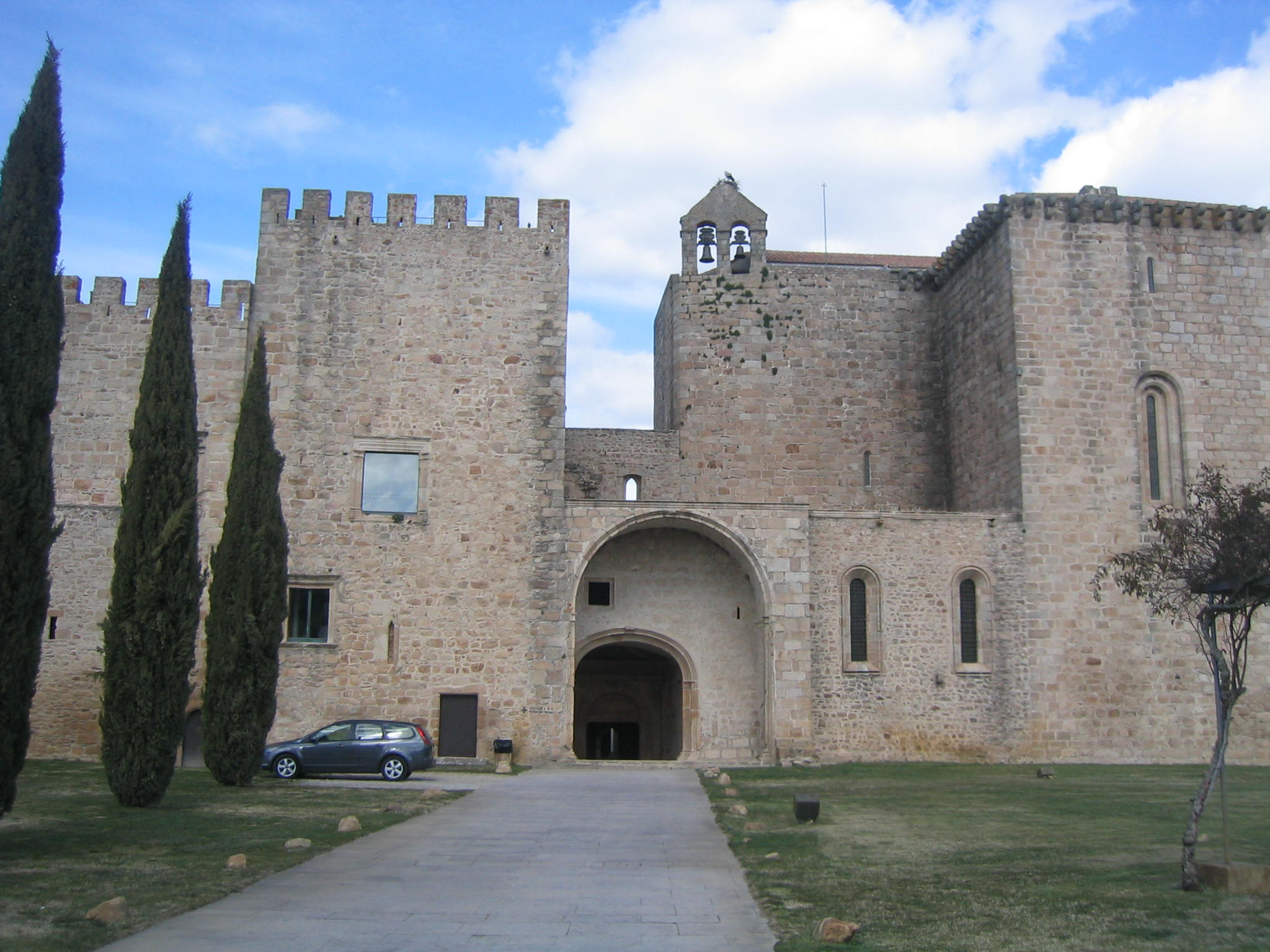
Монастырь